# Ай-Гунъёган
Ай-Гунъёган (устар. Ай-Гун-Ёган) — река в России, протекает по Нижневартовскому району Ханты-Мансийского АО. Устье реки находится в 215 км по левому берегу реки Аган. Длина реки составляет 98 км, площадь водосборного бассейна 591 км². В 50 км от устья по левому берегу впадает река Кототыпгунъёган.

## Данные водного реестра
По данным государственного водного реестра России относится к Верхнеобскому бассейновому округу, водохозяйственный участок реки — Обь от впадения реки Вах до города Нефтеюганск, речной подбассейн реки — Обь ниже Ваха до впадения Иртыша. Речной бассейн реки — (Верхняя) Обь до впадения Иртыша.